# Giubileo d'argento di Elisabetta II del Regno Unito

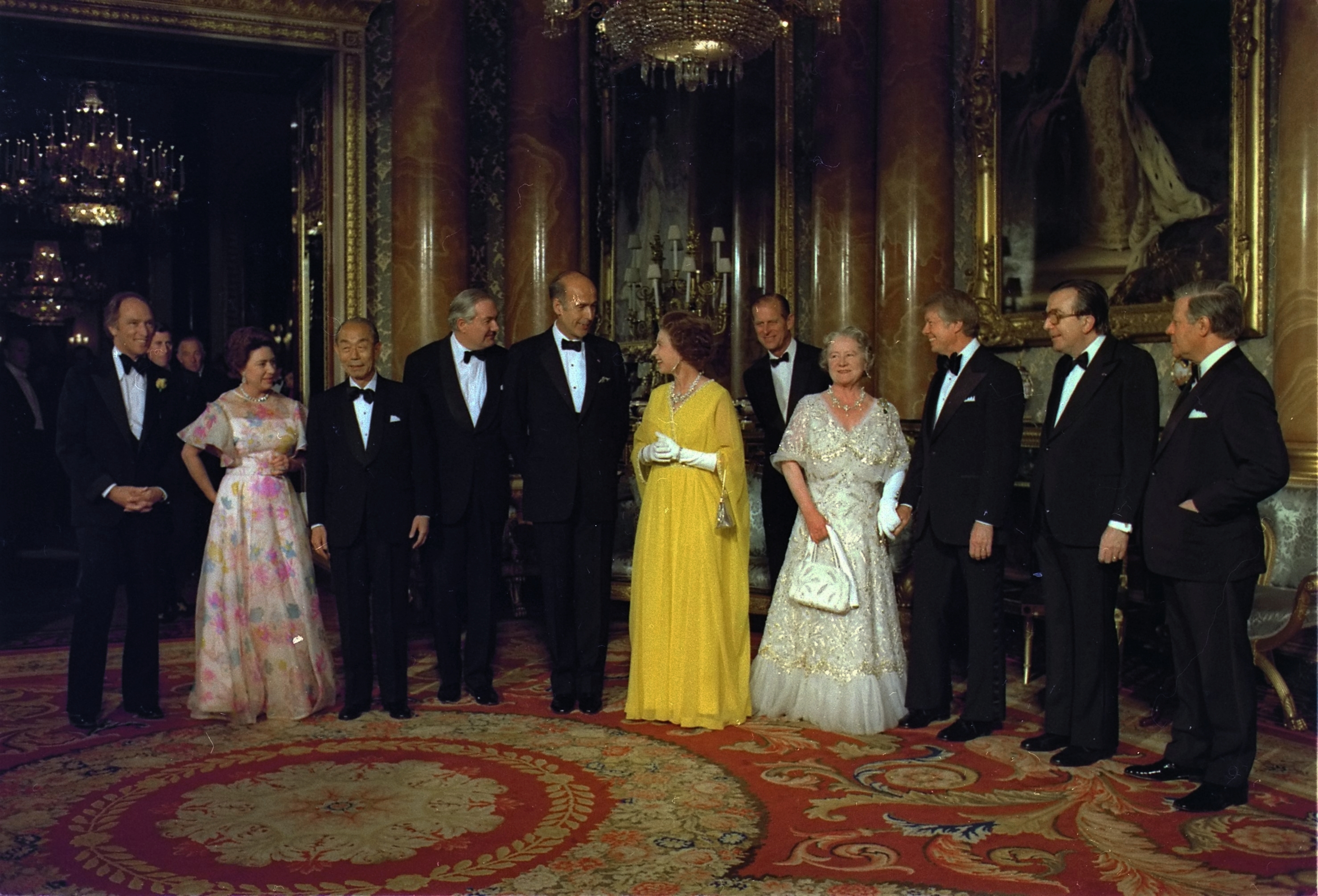
La regina (al centro con vestito giallo) con i membri della famiglia e i leader del G7 il 13 maggio 1977.

Il giubileo d'argento di Elisabetta II del Regno Unito segnò il 25º anniversario dell'ascesa della regina Elisabetta II ai troni del Regno Unito e degli altri reami del Commonwealth. Fu celebrato con feste e parate su larga scala in tutto il Regno Unito e nel Commonwealth per tutto il 1977, culminando in giugno con i "giorni giubilari" ufficiali, tenuti in concomitanza con il compleanno ufficiale della sovrana. Il 6 febbraio 1977, la data dell'anniversario dell'ascesa al trono, fu celebrata con un servizio nelle chiese di tutto il paese e continuò per tutto il mese. A marzo iniziarono i preparativi per le grandi feste in tutte le principali città del Regno Unito, nonché nei centri più piccoli e in innumerevoli strade singole in tutto il paese.

## Visite nazionali e internazionali
Nessun monarca prima della regina Elisabetta II visitò più città del Regno Unito in un lasso di tempo così breve (i viaggi durarono tre mesi). Tutto sommato, la regina e suo marito il principe Filippo, duca di Edimburgo, visitarono un totale di 36 contee. Il viaggio iniziò con una folla di fedeli riuniti per vedere la regina e il principe Filippo a Glasgow, in Scozia, il 17 maggio. Dopo essersi trasferiti in Inghilterra (dove un milione di spettatori da record giunsero per salutare la coppia nel Lancashire) e il Galles, la regina e il principe Filippo conclusero il primo dei loro viaggi con una visita in Irlanda del Nord. Tra i luoghi visitati durante i viaggi nazionali vi furono numerose scuole, oggetto di uno speciale televisivo ospitato dalla presentatrice Valerie Singleton.
Più tardi, in estate, la regina e il principe Filippo si imbarcarono in una visita del Commonwealth che li portò dapprima a nazioni insulari come Figi e Tonga, alla quale seguirono soggiorni più lunghi in Nuova Zelanda e Australia, con un'ultima tappa in Papua Nuova Guinea prima di andare avanti alle aziende britanniche nelle Indie occidentali britanniche. L'ultima tappa del tour internazionale fu un viaggio in Canada, in cui il principe Carlo si unì alla coppia per salutare la folla.

## Elenco degli eventi

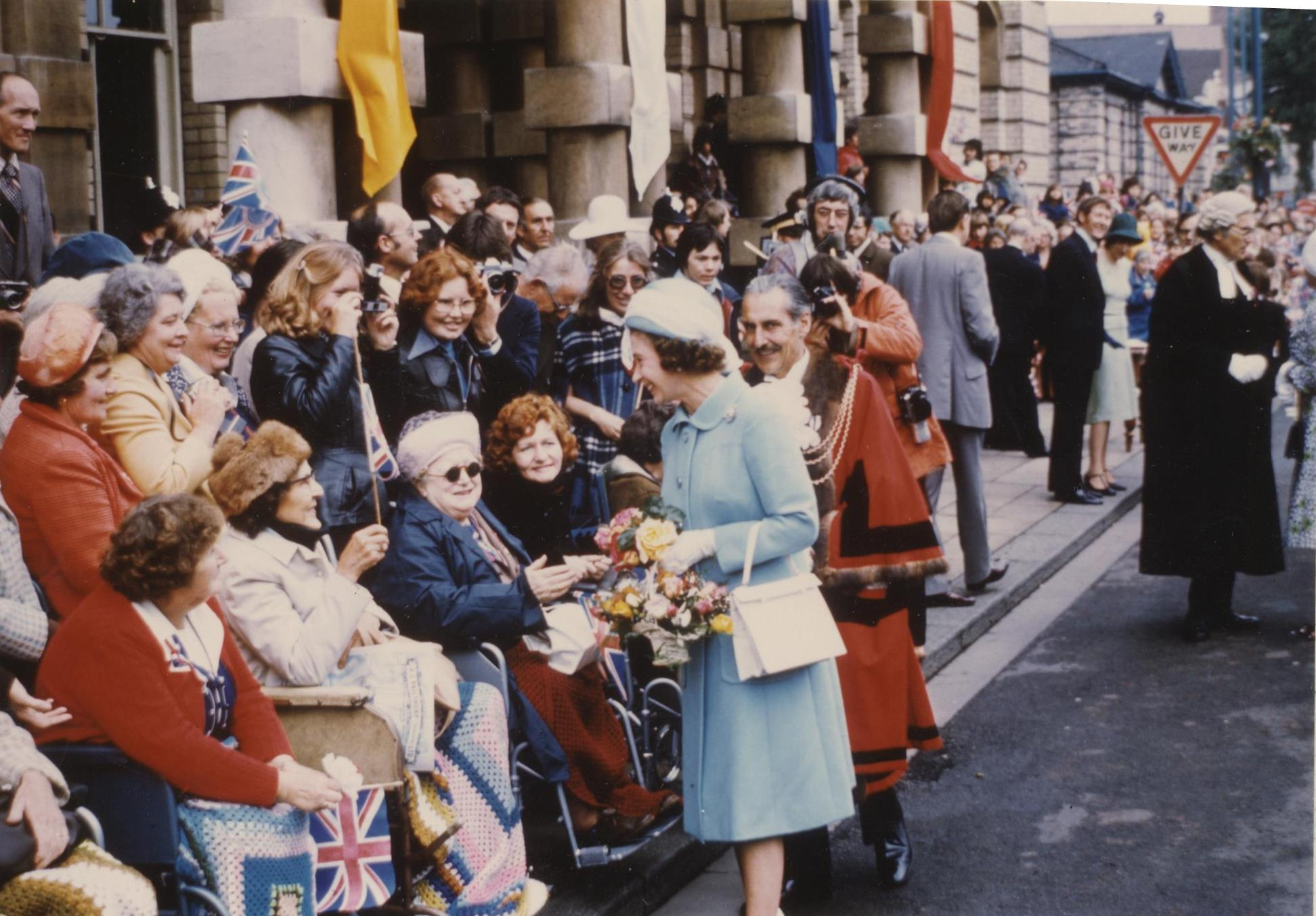
Elisabetta II parla a delle donne disabili durante la sua visita a Grimsby nel luglio del 1977. La regina è accompagnata dal sindaco della città.

### Febbraio
- 10 febbraio - Visita reale alle Samoa americane
- 11 febbraio - Visita reale alle Samoa occidentali
- 14 febbraio - Visita reale a Tonga
- 16-17 febbraio - Visita reale alle Figi
- 22 febbraio - 7 marzo - Visita reale in Nuova Zelanda che incluse:
- 26 febbraio - Visita al Festival Maori di Gisborne
- 28 febbraio - Apertura del Parlamento a Wellington

### Marzo
- 1º marzo - Visita al Queen Carnival
- 7-30 marzo - Visita reale in Australia che incluse:
- 8 marzo - Apertura del Parlamento a Canberra
- 11 marzo - Visita reale a Launceston, Tasmania, e Newcastle, Nuovo Galles del Sud
- 14 marzo - Visita reale a Sydney
- 21 marzo - Visita reale a Nuriootpa, Australia Meridionale
- 30 marzo - Visita reale a Perth
- 23-25 marzo - Visita reale in Papua Nuova Guinea
- 30 marzo - Visita reale a Bombay
- 31 marzo - Visita reale a Mascate, Oman

### Aprile
- 11 Aprile - Lancio dell'autobus del giubileo d'argento di London Transport

### Maggio
- 3 maggio - Varo della portaerei HMS Invincible a Barrow-in-Furness
- 4 maggio - La regina riceve gli indirizzi dalla Camera dei comuni e dalla Camera dei lord
- 6 maggio - Rassegna reale della polizia a Hendon
- 7 maggio - Rassegna reale delle Rolls-Royce nel castello di Windsor
- 10 maggio - Ricevimento reale per i delegati alla riunione del Consiglio dei ministri della NATO
- 11 maggio - Emissione dei francobolli del giubileo
- 13 maggio - Biggin Hill Air Fair
- 14-15 maggio - Esposizione di velivoli storici a White Waltham
- 15 maggio - La regina riceve il cavallo "Centenario" dal commissario della Royal Canadian Mounted Police
- 16 maggio - Visita reale alla mostra della Royal Horticultural Society a Chelsea
- 17 maggio - Visita reale a Glasgow (inclusa la partita di calcio tra la FA Select di Glasgow e la Football League all'Hampden Park)
- 18 maggio - Visita reale a Cumbernauld e Stirling
- 19 maggio - Visita reale a Perth e Dundee
- 20 maggio - Visita reale ad Aberdeen
- 23 maggio - Visita reale a Edimburgo
- 27 maggio - Inaugurazione della British Genius Exhibition a Battersea Park (aperta fino al 30 ottobre)
- 28 maggio - Visita reale a Windsor
- 30 maggio - Rappresentazione di gala dell'opera e del balletto alla Royal Opera House di Covent Garden

### Giugno
- 6 giugno - Illuminazione della catena dei falò a Windsor
- 7 giugno - Bank holiday del giubileo
- 8 giugno - Riunione dei capi di governo del Commonwealth a Lancaster House
- 9 giugno - Visita reale a Greenwich e River Progress
- 11 giugno - Trooping the Colour
- 12 giugno - Saluto reale al termine della Royal British Legion Standards
- 13 giugno - Cerimonia dell'Ordine della Giarrettiera al castello di Windsor
- 16 giugno - Silver Jubilee Test Match, Lord's Cricket Ground (Australia vs. Inghilterra)
- 20 giugno - Visita reale a Lancaster, Preston, Leigh, Stretford e Manchester
- 21 giugno - Visita reale a St Helens, Liverpool e Bootle
- 22 giugno - Visita reale al castello di Harlech, Blaenau Ffestiniog, Llandudno, Conwy, Bangor e Holyhead
- 23 giugno - Visita reale a Milford Haven, Haverfordwest, Carmarthen , Llanelli , Swansea , Neath e Barry
- 24 giugno - Visita reale a Cardiff e Risca
- 28 giugno - Royal Review della Royal Navy a Spithead
- 29 giugno - Visita reale a Portsmouth
- 30 giugno - Visita reale a Londra sud e rassegna reale delle forze di riserva e dei cadetti al Wembley Stadium

### Luglio
- 1º luglio - Visita reale a Wimbledon
- 4 luglio - Parata storica a Guildford (assistita dalla principessa Anna il 6 luglio) (fino al 16 luglio)
- 6 luglio - Visita reale a Londra nord
- 7 luglio - Rassegna reale del giubileo d'argento della British Army of the Rhine
- 10 luglio - Gara delle barche a motore del giubileo d'argento dalla HMS Belfast a Calais
- 11 luglio - Visita reale a Norwich, Ipswich e Felixstowe
- 12 luglio - Visita reale a Grimsby, Doncaster, Sheffield, Barnsley e Leeds
- 13 luglio - Visita reale a Wakefield, Harrogate, Beverley, York e Kingston upon Hull
- 14 luglio - Visita reale a Middlesbrough, Hartlepool (con inclusa l'intitolazione della Royal National Lifeboat Institution), Eston e Durham
- 15 luglio - Visita reale a Newcastle-upon-Tyne e Sunderland
- 19 luglio - Visita reale al torneo reale di Earls Court
- 27 luglio - Visita reale a Wolverhampton, Dudley, West Bromwich, Walsall, Birmingham, Hampton-in-Arden, Solihull e Coventry
- 28 luglio - Visita reale a Leicester, Chesterfield, Mansfield, Derby e Nottingham
- 29 luglio - Rassegna reale della Royal Air Force alla base RAF Finningley

### Agosto
- 3 agosto - Parata militare di Colchester
- 4 agosto - Parata del giubileo d'argento di Cardiff
- 4 agosto - Visita reale a Southampton
- 5 agosto - Visita reale a Torbay, Exeter e Plymouth (con inclusa la parata dei Royal Marines)
- 6 agosto - Visita reale a Falmouth, Truro, Bodmin e Saint Austell
- 7 agosto - Visita reale a Lundy
- 8 agosto - Visita reale a Bristol, Northavon, Bath, Keynsham e Weston-super-Mare
- 10 agosto - Visita reale a Belfast
- 11 agosto - Visita reale a Derry
- 13 agosto - Open Day della base RAF di Lossiemouth
- 18 agosto - Edinburgh Military Tattoo nel castello di Edimburgo
- 20 agosto - Jubilee Clipper Week Regetta a Greenwich
- 27-29 agosto - Giorni della marina a Plymouth

### Settembre
- 10 settembre - Partita di rugby tra Lions e Barbarian a Twickenham
- 15-17 settembre - Coppa Ryder al Royal Lytham e St. Annes Golf Club

### Ottobre
- 14-19 ottobre - Visita reale in Canada con incluso:
- 18 ottobre - Apertura del Parlamento a Ottawa
- 19-20 ottobre - Visita reale alle Bahamas
- 20 ottobre - Visita reale alle Isole Vergini britanniche
- 28 ottobre - Visita reale ad Antigua e Barbuda
- 30 ottobre - Visita reale a Mustique
- 31 ottobre - Visita reale alle Barbados

### Novembre
- 22 novembre - Partita di calcio Leeds United contro Ajax a Leeds
- 28 novembre - Spettacolo del giubileo d'argento a Hong Kong

### Dicembre
- 16 dicembre - Apertura reale dell'ampliamento della linea Piccadilly
- 25 dicembre - Messaggio di Natale della regina trasmesso al Commonwealth[2][3]

## Celebrazioni di giugno a Londra
Il 6 giugno, la regina accese un falò al castello di Windsor, la cui luce si diffuse attraverso la notte in una catena di altri falò, per tutto il paese. Il 7 giugno, le folle si allinearono lungo il percorso della processione fino alla cattedrale di San Paolo, dove la famiglia reale partecipò a un servizio di ringraziamento insieme a molti leader mondiali, tra i quali vi erano il presidente degli Stati Uniti Jimmy Carter, il primo ministro James Callaghan e tutti gli ex primi ministri viventi (Harold Macmillan, Alec Douglas-Home, conte Home di Hirsel, Sir Harold Wilson ed Edward Heath). Al servizio seguì un pranzo nella Guildhall, ospitato dal Lord sindaco di Londra Peter Vanneck. Al ricevimento, la regina disse:

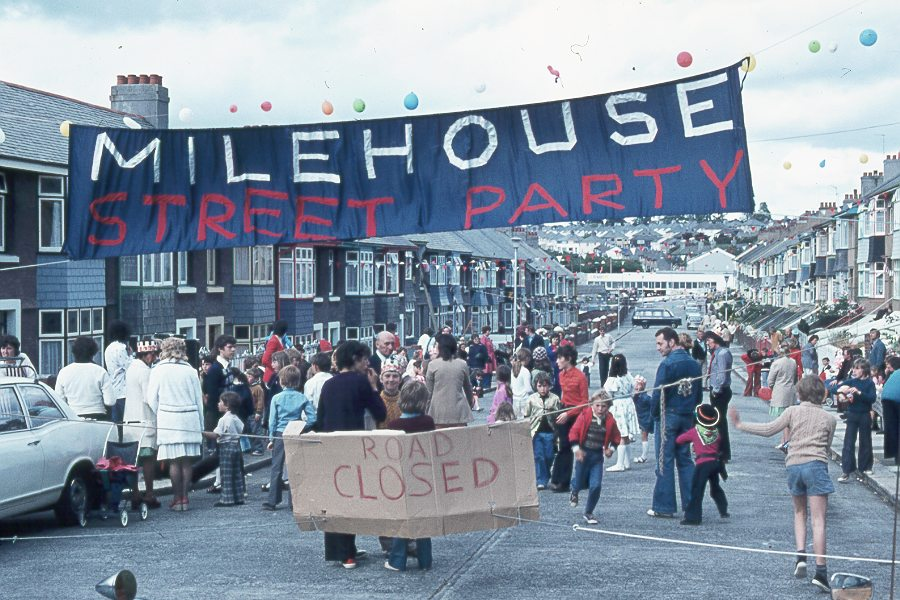
In tutto il paese furono organizzate feste di strada. Questa è quella di Plymouth.

Dopo il pranzo, la processione proseguì lungo il Mall fino a Buckingham Palace. Si stima che un milione di persone fosse allineata sui marciapiedi per vedere la famiglia salutare gli spettatori. Altri 500 milioni di persone in tutto il Commonwealth seguirono gli eventi del giorno in diretta televisiva. Il 7 giugno, strade e villaggi organizzarono feste per tutti i loro residenti, e molte strade esposero i bunting (le piccole bandiere modellate sul disegno della Union Jack) da un tetto all'altro sulle strade. Oltre alle feste, molte strade decorarono gli autoveicoli come si faceva in occasione degli eventi storici del passato della Gran Bretagna, e li portarono in giro per la città, organizzando proprie sfilate. Solo a Londra c'erano oltre 4000 feste organizzate per strade e quartieri individuali. Per tutto il giorno, gli spettatori furono salutati dalla regina molte volte mentre faceva diverse apparizioni per le foto dal balcone di Buckingham Palace.
Il 9 giugno, la regina fece un viaggio via in barca lungo il Tamigi da Greenwich a Lambeth, in una rievocazione della celebre regata della regina Elisabetta I d'Inghilterra. Durante il viaggio, la regina aprì ufficialmente il Silver Jubilee Walkway e i South Bank Jubilee Gardens, due dei numerosi luoghi che prendono il nome dai festeggiamenti. La sera, presiedette a uno spettacolo pirotecnico e fu portata successivamente da una processione di carrozze illuminate a Buckingham Palace, dove salutò nuovamente gli spettatori dal suo balcone.

## Il giubileo nella cultura di massa

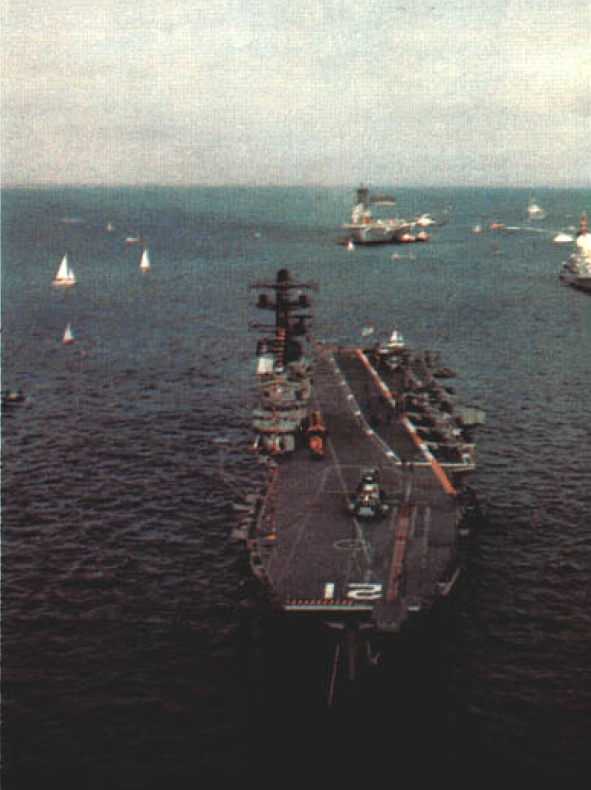
La portaerei australiana HMAS Melbourne a Spithead durante il rivista della flotta per il giubileo d'argento del 28 giugno.

Prima, durante e dopo gli eventi del giubileo, l'evento venne affrontato in molti media della cultura popolare in tutto il Commonwealth.
Il 7 giugno, il manager dei Sex Pistols Malcolm McLaren e l'etichetta discografica Virgin Records organizzarono un noleggio di barche private dove si esibirono i Sex Pistols mentre navigavano lungo il Tamigi, passando per il molo di Westminster e il Palazzo del Parlamento. L'evento, una presa in giro della processione del fiume della sovrana pianificata per due giorni dopo, si concluse nel caos. La polizia costrinse la barca ad attraccare e le guardie circondarono le banchine al molo. Mentre i componenti della band e il loro equipaggiamento vennero spinti giù da una tromba delle scale laterali, McLaren, Vivienne Westwood e molti membri del gruppo sono stati arrestati.
Con il disco ufficiale britannico per la settimana del giubileo che stava per uscire, il Daily Mirror predisse che God Save the Queen del gruppo punk rock britannico Sex Pistols sarebbero stati i numeri uno. Come si scoprì, il controverso singolo si piazzò al secondo posto, dietro a un singolo di Rod Stewart alla sua quarta settimana in vetta. Molti credevano che la canzone si fosse effettivamente qualificata per il primo posto, ma che il grafico fosse stato truccato per prevenire uno spettacolo. Malcolm McLaren in seguito sostenne che la Columbia Records, che distribuiva entrambi i singoli, gli disse che i Sex Pistols stavano effettivamente superando Steward in rapporto di due a uno. È dimostrato che una direttiva eccezionale venne emessa dal British Phonographic Industry, che supervisionava l'ufficio di compilazione di grafici, per escludere le vendite da negozi gestiti da aziende discografiche come la Virgin solo per quella settimana.
Il 6 e il 7 giugno, i Queen terminarono il loro tour A Day at the Races suonando due concerti a Earls Court, Londra, per commemorare il giubileo. I concerti videro la band usare per la prima volta un impianto di illuminazione a forma di corona.
La soap opera Coronation Street vide una parata giubilare elaborata nella trama, con la gestrice del Rovers Return Annie Walker vestire in costume elaborato come Elisabetta I. Ken Barlow e "Uncle Albert" interpretarono rispettivamente sir Edmund Hillary e lo sherpa Tenzing Norgay. Il giubileo fece da sfondo alla trama del viaggio nel tempo di una puntata del 1983 di Doctor Who, Mawdryn Undead .

## Impatto duraturo
Vari luoghi furono intitolati dopo il giubileo. La linea Fleet della metropolitana di Londra, allora in costruzione, venne ribattezzata linea Jubilee, e ha un colore argento, anche se venne inaugurata nel 1979. Altri luoghi che presero il nome del giubileo sono il Silver Jubilee Walkway e il Jubilee Gardens a South Bank, Londra. Anche il Silver Jubilee Bridge, che collega Runcorn e Widnes attraverso la Mersey, venne ribattezzato in onore di questo giubileo.
Oltre ai nomi, il giubileo vide anche la concessione del titolo di città al distretto di Derby. L'artista australiano Paul Fitzgerald fu incaricato di completare l'unico ritratto ufficiale della regina dell'anno del giubileo d'argento. Feste simili e parate furono programmate per il giubileo d'oro del 2002.

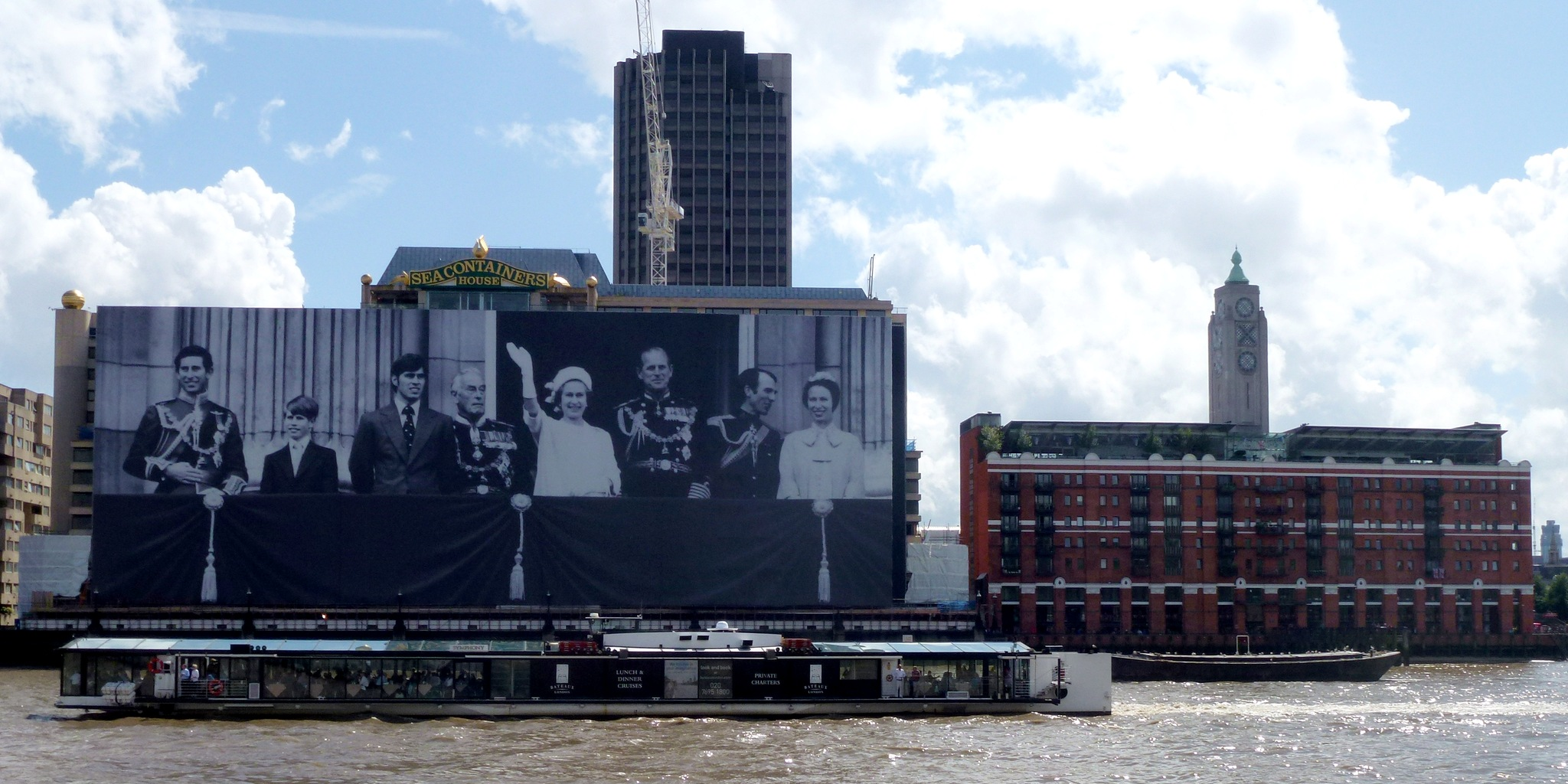
La Sea Containers House decorata per il giubileo diamante del 2012.

Per il giubileo diamante del 2012, una stampa di 100 m per 70 m di una fotografia della famiglia reale britannica scattata durante le celebrazioni del giubileo d'argento a Buckingham Palace fu eretta di fronte al Sea Containers House in ristrutturazione.
Il Tower Bridge venne ridipinto con i colori rosso, bianco e blu per il giubileo e da allora ha mantenuto questo design.

## Commemorazione
Un ciondolo tondo in argento, progettato dal vogatore inglese, da poco ritirato in pensione, John Pinches, venne emesso dalla Franklin Mint nel 1977 per commemorare il giubileo d'argento della Regina Elisabetta II. Il pendente ovale a due facce ha un design particolare che incorpora i quattro emblemi dei paesi del Regno Unito: la rosa Tudor per l'Inghilterra, i narcisi per il Galles, i cardi per la Scozia e i quadrifogli per l'Irlanda del Nord.
Intorno ai bordi del ciondolo possono essere viste le scritte "Silver Jubilee 1977", "(C) JP 77 P" e il marchio completo: JP (marchio di fabbrica per John Pinches), 925, London Assay Office mark per l'argento importato, il timbro di data C (per l'anno 1977) e il profilo della regina (per l'anno del giubileo d'argento).